# Paradise Island Lighthouse
Paradise Island Lighthouse ist der älteste und bekannteste Leuchtturm (englisch Lighthouse) auf den Bahamas. Er steht auf Paradise Island und markiert die nordwestliche Einfahrt in den Hafen von Nassau.

## Beschreibung
Der runde Turm wurde von 1816 bis 1817 auf dem westlichen Ausläufer von Hog Island (seit 1959 Paradise Island) aus Mauerwerk errichtet. Im September 1817 ging das Leuchtfeuer als Hog Island Lighthouse in Betrieb. Die Kennung besteht aus einem weißen Blitz mit einer Wiederkehr von fünf Sekunden (Fl.W.5s). Bei gefährlichen Bedingungen für die Ansteuerung des Hafens wird stattdessen ein roter Blitz gezeigt (Fl.R.5s).
Paradise Island Lighthouse ist der älteste noch erhaltene Leuchtturm der Westindischen Inseln. Aber auch seine Existenz ist gefährdet, denn er befindet sich in einem bedauerlichen Zustand und die lokalen Behörden beschuldigen sich gegenseitig der Vernachlässigung.